# Abdoul Yoda
Abdoul Said Razack Yoda (* 20. Dezember 2000) ist ein burkinischer Fußballspieler.

## Karriere
Yoda spielte bis 2018 beim RC Kadiogo Ouagadougou. Zur Saison 2018/19 wechselte er innerhalb der burkinischen Hauptstadt zum Ligarivalen USFA Ouagadougou. Im September 2020 wechselte er nach Österreich zum Bundesligisten TSV Hartberg, bei dem er einen bis Juni 2022 laufenden Vertrag erhielt. Sein Debüt in der Bundesliga gab er im selben Monat, als er am zweiten Spieltag der Saison 2020/21 gegen den Wolfsberger AC in der 80. Minute für Tobias Kainz eingewechselt wurde. Insgesamt kam er zu fünf Bundesligaeinsätzen für die Hartberger in der Bundesliga. 
Im August 2021 wechselte Yoda nach Dänemark zum Zweitligisten Hobro IK. Dort war er bis zum Sommer 2024 aktiv und anschließend knapp neun Monate vereinslos. Im März 2025 wechselte er zum FC Milsami in die moldauische SuperLiga. 